# Hui Jun
Hui Jun (Chinees: 惠钧, (1963) is een voormalig Chinees professioneel tafeltennisser. Hui is zijn achternaam.

## Belangrijkste resultaten
- WK
  -  Goud op de gemengd dubbel in 1987 met Geng Lijuan in New Delhi.
  -  Brons op de dubbel in 1989 met Teng Yi in Dortmund.